# Yamba (Burkina Faso)

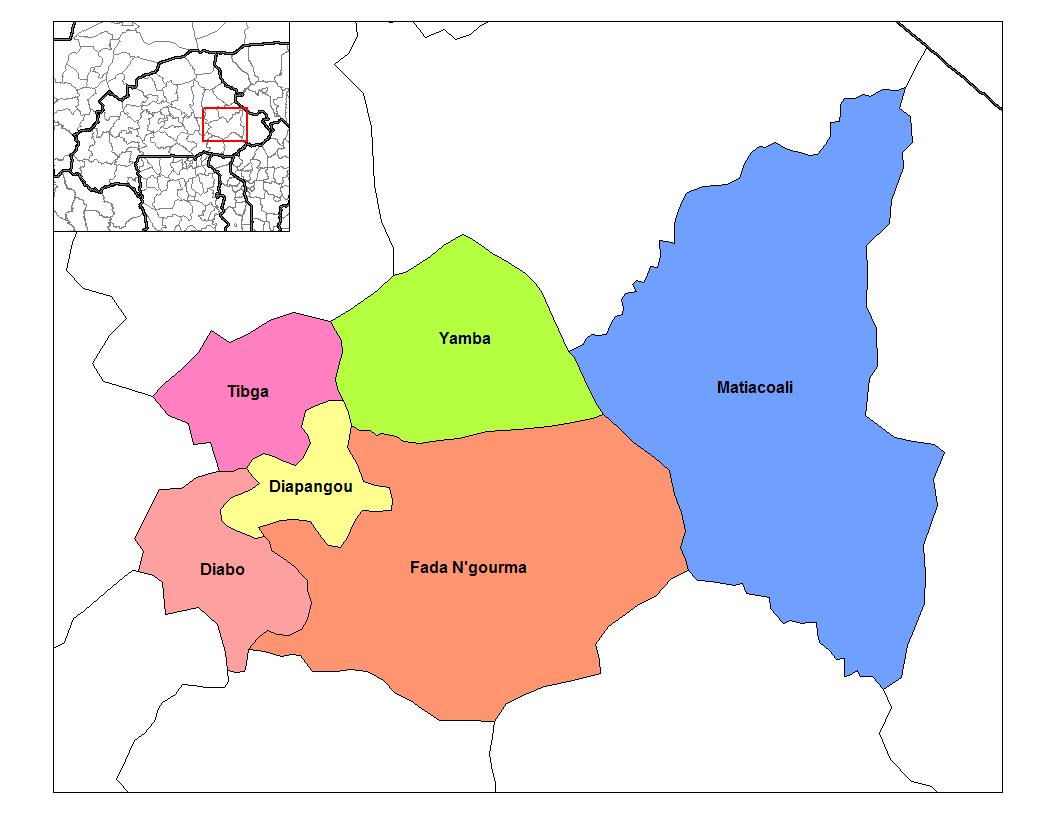
Nachbargemeinden Yamba

Yamba ist eine Gemeinde (französisch commune rurale) und Hauptstadt des gleichnamigen Departements im westafrikanischen Staat Burkina Faso, in der Region Est und der Provinz Gourma. Die Gemeinde hat 27.087 Einwohner.